# Anisodes fantomaria
Anisodes fantomaria är en fjärilsart som beskrevs av William Schaus 1900. Anisodes fantomaria ingår i släktet Anisodes och familjen mätare. Inga underarter finns listade i Catalogue of Life.